# Andreína Goetz
Andreína Katarina Goetz Blohm (Caracas, 24 de setembro de 1969) foi a vencedora do concurso Miss Venezuela em 1990. Goetz, uma estudante de engenharia industrial na Universidade Católica Andrés Bello de Caracas, representou seu país no concurso de Miss Universo, em Los Angeles, Califórnia, em 5 de abril de 1990, recebendo a segunda maior pontuação na fase preliminar, mas, ao final do concurso, ficou na sétima colocação.
Em agosto de 1991, a descendente de alemães casou-se com Nicolás Vegas Chumaceiro, mudando-se para Boston, Massachusetts, para terminar seus estudos de pós-graduação. Atualmente, vive na Venezuela e tem duas filhas.